# Organización Mundial del Comercio
La Organización Mundial del Comercio (OMC) es la única organización internacional que se ocupa de las normas que rigen el comercio entre los países. Los pilares sobre los que descansa son los Acuerdos de la OMC, que han sido negociados y firmados por la gran mayoría de los países que participan en el comercio mundial y ratificados por sus respectivos parlamentos. El objetivo es ayudar a los productores de bienes y servicios, los exportadores y los importadores a llevar adelante sus actividades. La Organización Mundial del Comercio (OMC) fue establecida en 1995. Tiene su sede en Ginebra, Suiza, y sus idiomas oficiales son el inglés, el francés y el español. La OMC no forma parte del sistema de las Naciones Unidas, y tampoco de los organismos de Bretton Woods como el Banco Mundial o el FMI.
En 2001 se inició la Ronda de Doha, con el objetivo de lograr la plena incorporación de los países en vías de desarrollo a la liberación del comercio mundial, así como la ampliación de esta liberalización. En verdad, diferencias en torno a los subsidios agrícolas, así como la falta de cumplimiento de cuestiones de propiedad intelectual, seguían siendo un tema que dividía a los miembros de la OMC al iniciar la ronda. Las negociaciones debían concluir en 2005, sin embargo esto no ha ocurrido.
Otro resultado significativo que costó doce años conseguir, fueron los acuerdos de Bali de diciembre de 2013. En este acuerdo se crea el Comité Preparatorio sobre Facilitación del Comercio que dependerá del Consejo General de la OMC, a fin de asegurar la rápida entrada en vigor y de su eficiente funcionamiento. Una disposición de este acuerdo hace manifiesto que los países en vías de desarrollo no estarán obligados a asumir sus compromisos antes de que hayan adquirido la capacidad necesaria para ello. Este avance en la facilitación de comercio es relevante dado que, actualmente, la facilitación del comercio es un elemento fundamental para fomentar el rol de las cadenas globales de valor, mayormente coordinadas y organizadas por redes de empresas transnacionales, a través de las cuales se lleva a cabo alrededor del 80 % del comercio mundial. También es un aspecto clave de la competitividad exportadora de los países.
La OMC agrupa a 164 miembros, así como a 20 naciones en calidad de observadores. La Unión Europea (UE) posee la condición de miembro.

## Historia
El Acuerdo General sobre Aranceles Aduaneros y Comercio, conocido por sus siglas en inglés, GATT, fue un tratado internacional firmado el 30 de octubre de 1947. A pesar de que su texto no disponía el establecimiento de ninguna organización ni estructura institucional, de hecho se recurrió a algunas ficciones jurídicas para establecer una organización instalada en Ginebra en la que las Partes en el GATT celebraban reuniones, instituyeron órganos permanentes y formaron una estructura administrativa encabezada por un director general.

### Ronda de Uruguay
En 1986, una reunión muy importante convocada por el GATT en Punta del Este (Uruguay) aprobó una declaración en que se dispuso la iniciación de una ronda de negociaciones comerciales multilaterales, que habría de conocerse como "Ronda Uruguay", destinada a sustituir y ampliar el conjunto de acuerdos, entonces en vigor, sobre diversos temas de comercio internacional. La Ronda se prolongó hasta 1993 y culminó en una reunión celebrada en abril de 1994 en Marrakech (Marruecos). Allí se firmó el "Acta Final". de la Ronda y el conjunto de acuerdos sobre diversos temas, así como el Acuerdo por el que se establece la Organización Mundial del Comercio. A partir de entonces quedó convenido que las disposiciones originales del GATT se denominarían "GATT de 1947" mientras que las resultantes de sus modificaciones acordadas serían el "GATT de 1994". La Ronda de Uruguay incorporó por primera vez en el "sistema multilateral de comercio" varios temas que hasta entonces habían estado excluidos de él. Los principales fueron el comercio de servicios, la agricultura, los textiles y la propiedad intelectual.
Después de la Ronda Uruguay los aranceles a los productos industriales aplicados por los países desarrollados pasaron del 6,3 % en promedio al 3,8 %. A pesar de los promedios anteriores, se debe tener en cuenta que la norma en temas arancelarios en los países sigue siendo la progresividad en los aranceles conforme a la elaboración del producto, lo cual dificulta significativamente la negociación en cuanto al acceso a mercados de productos no agrícolas para las economías en vías de desarrollo. Actualmente parecen existir claras divergencias políticas que hacen poco probable llegar un acuerdo con respecto a este tema al igual que el agrícola mencionado anteriormente y dada la relevancia de estos dos temas es evidente que la Ronda de Doha no podrá finalizarse sin que estos desacuerdos se solucionen.

### Ronda de Doha (Agenda de Doha): 2001-presente
La Ronda de Doha, cuyo nombre oficial es Agenda de Doha para el Desarrollo. Empieza en la cuarta reunión ministerial celebrada en Doha capital de Catar en noviembre de 2001, sus objetivos particulares son la plena incorporación de los países en vías de desarrollo en los beneficios de la liberación del comercio mundial así como la ampliación de esta liberalización.
La Ronda de Doha, de la Organización Mundial del Comercio, es una gran negociación emprendida para liberalizar el comercio mundial. Su objetivo apunta a completar un tema que había quedado pendiente de un gran ciclo anterior (llamado Ronda de Uruguay): el comercio agrícola.
Fue celebrada en Doha, Catar en noviembre de 2001, estableciendo los mandatos para las negociaciones relativas a la agricultura, los servicios y la propiedad intelectual, que habían comenzado antes.
En esta etapa, los países en desarrollo tratan de obtener un acceso libre de obstáculos para sus producciones agrícolas en los mercados de los países centrales. Esto significa que los países desarrollados deberán eliminar o reducir, en forma significativa, la protección que dan a su agricultura por la vía de subsidios directos a los agricultores o de subsidios a las exportaciones.
En 2005 en Hong Kong se llegó a compromisos mínimos en materia de eliminación de apoyos a la exportación de productos agrícolas por parte de los países desarrollados. También ha habido avances en cuanto al tema del dumping del cual se ha logrado un documento base, aunque todavía existen ciertas diferencias significativas.

## Organización

### Miembros y observadores
Esta es una lista de países miembros y observadores de la Organización Mundial del Comercio (OMC). Tras la adhesión de Liberia y Afganistán en 2016, la OMC tiene actualmente 164 países miembros y 20 naciones en calidad de observadores.

### Dirección General
La Dirección General de la Organización Mundial de Comercio tiene la responsabilidad de supervisar y dirigir las funciones administrativas de la OMC. Dado que las decisiones de la Organización Mundial de Comercio son tomadas por los Estados miembros (a través de la Conferencia Ministerial o del Consejo General), quien asume la Dirección General tiene un poder reducido en materias de política, por lo cual su rol es fundamentalmente de consejería y gerencial. El director o directora general es elegido por los miembros de la OMC, y tiene un mandato de cuatro años renovable.

### Sistema Generalizado de Preferencias
El Sistema de Preferencias Generalizadas o SPGO (GSP por sus siglas en inglés), es un sistema arancelario preferencial que prevé un sistema formal de exención de las normas más generales de la Organización Mundial del Comercio (OMC, anteriormente el Acuerdo General sobre Aranceles y Comercio o GATT). En concreto, se trata de un régimen de exención de la cláusula de la nación más favorecida (NMF) que obliga a los países miembros de la OMC a tratar las importaciones de los demás países miembros de la OMC de manera igualitaria a las de sus socios "más favorecidos", es decir, mediante la imposición de aranceles iguales a todos, etc.

### Sede
La sede de la OMC está ubicada en el Centro William Rappard, Ginebra (Suiza). El órgano superior es la Conferencia Ministerial, que se reúne periódicamente. El principal órgano permanente es el Consejo General, en que están representados todos los miembros; de él dependen numerosos Consejos y Comités. La Secretaría cuenta con unos 640 funcionarios, encabezados por el director general. El actual titular de este puesto es desde el 1 de marzo de 2021 Ngozi Okonjo-Iweala. La OMC tiene un presupuesto de 197 millones de francos suizos (en 2020).

## Acuerdos: el «todo único»
La OMC administra 60 acuerdos. Dentro de la organización, el sistema impone a todos sus miembros la adhesión a la totalidad de sus Acuerdos, y los países no pueden optar por aceptar solamente algunos. Esto explica la enorme complejidad de las negociaciones sobre su modificación, porque involucran forzosamente a todos los miembros. Las ventajas que cada país obtiene, o los perjuicios que sufre, pueden compensarse en temas diferentes, y la negociación tiene que buscar un consenso general con equilibrios de extrema complejidad.

### Acuerdo General sobre el Comercio de Servicios
El Acuerdo General sobre el Comercio de Servicios o AGCS (en inglés: General Agreement on Trade in Services o GATS) es un tratado internacional de la Organización Mundial de Comercio, que entró en vigor en enero de 1995 como resultado de las negociaciones de la Ronda de Uruguay. El tratado se firmó para extender el sistema de comercio multilateral al sector de los servicios, a semejanza del sistema que el Acuerdo General sobre Aranceles Aduaneros y Comercio (General Agreement on Tariffs and Trade o GATT) establece para el comercio de mercancías. Todos los miembros de la OMC son signatarios del AGCS.

### Acuerdo sobre Facilitación del Comercio
El más importante consiste en la simplificación de los trámites burocráticos en las aduanas para agilizar el paso de bienes y hacerlo más transparente. Según algunos cálculos esto se traducirá en un aumento del comercio internacional en un billón de dólares (730 000 millones de euros).

## La agricultura
La agricultura es probablemente la razón principal del estancamiento en la agenda de la OMC; por un lado, la Unión Europea y Estados Unidos defienden su política de apoyos a la producción agrícola local y de restricciones a la importación de dichos productos. Los dos se han posicionado en el sentido de que ya han concedido todo lo que les es factible. Por otro lado, los países negociadores, muchos de ellos en vías de desarrollo, al ser el sector agrícola un tema sensible, han formado una cantidad significativas de agrupaciones diferentes que tienen intereses encontrados, por lo que no solo no hay acuerdo en la cuestión agrícola entre los países desarrollados y los países en vías de desarrollo, sino que el conflicto existe entre los segundos también, por lo que no se puede ser optimista sobre el éxito de estas negociaciones, al menos en un futuro cercano.
En su origen el GATT fue un tratado promovido por los principales países desarrollados, y el régimen que estableció respondía a sus intereses. En las rondas de negociaciones comerciales multilaterales anteriores a la Ronda de Uruguay siempre fue notorio que las discrepancias y discusiones quedaban zanjadas una vez que se llegaba a un acuerdo entre los Estados Unidos y la Unión Europea.
Se llegó así a un sistema multilateral que imponía el objetivo de la liberalización general del comercio (ante todo por la reducción de aranceles de aduana, subvenciones y otras medidas de "distorsión del comercio") en todos los sectores que interesaban a los países desarrollados, pero exceptuaba del régimen a los sectores en que esos países querían mantener sus medidas proteccionistas (la agricultura y los textiles).
Las protestas de los países en desarrollo contra esta situación fueron desoídas sistemáticamente y solo comenzaron a obtener resultados concretos en la Ronda de Uruguay. Su principal reclamo, de que no se exceptuara la agricultura de la liberalización del comercio, dio lugar al Acuerdo sobre la Agricultura. Pero las medidas de liberalización que este acuerdo estableció, tachadas por sus críticos de extremadamente tímidas e insuficientes, se obtuvieron con la contrapartida de que al mismo tiempo se incorporaran al sistema asuntos que interesaban a los países desarrollados y que nunca habían formado parte de él. Así se aprobaron también el Acuerdo General sobre el Comercio de Servicios y, por exigencia especial de los Estados Unidos, el referente a la propiedad intelectual (el Acuerdo sobre los ADPIC).

## La OMC y los países en desarrollo
La OMC, desde la Ronda de Uruguay, insiste en la utilidad de su régimen para los países en desarrollo y en la importancia de sus actividades especialmente dedicadas a ellos. Se consagró el principio del «trato especial y diferenciado para los países en desarrollo» como norma general de la Organización, y se concretó en numerosas disposiciones de los Acuerdos que dan a esos países facilidades especiales (por ejemplo, plazos más amplios para cumplir las obligaciones asumidas por todos). La OMC cuenta también con actividades de cooperación técnica y de "creación de capacidad" destinadas a los países en desarrollo; participa (con otras organizaciones) en el Marco Integrado, que «ayuda a los países menos adelantados (PMA) a desempeñar un papel más activo en el sistema mundial de comercio», y estableció un Programa de Ayuda para el Comercio.
No obstante, la desventaja en que el sistema coloca todavía a los países en desarrollo fue implícitamente reconocida al decidirse en 2001 la realización de una nueva ronda general de negociaciones (la Ronda de Doha), a la que se dio el objetivo específico de mejorar la situación de esos países. Se dio a la Ronda la denominación de Ronda de Doha para el Desarrollo y se aprobó un Programa de Doha para el Desarrollo. Pero todos estos propósitos, declarados desde 2001, que no alcanzaron a plasmarse en una conclusión de la Ronda, pasaron prácticamente a la penumbra al desatarse la Gran Recesión, que llevó a los países desarrollados, afectados por ella, a distanciarse por completo del objetivo de hacer concesiones a los países en desarrollo.

## Importancia en el régimen de comercio internacional
El peso de la OMC como institución rectora de los intercambios comerciales ha ido sufriendo un desgaste permanente por la proliferación cada vez mayor de los acuerdos de libre comercio bilaterales y regionales. El "régimen de la nación más favorecida" ha ido perdiendo importancia, porque una exportación amparada solamente por ese régimen está en inferioridad de condiciones frente a las que se efectúen con las ventajas de acuerdos de libre comercio.
Esta circunstancia, junto con las perspectivas muy remotas de que llegue a concertarse un nuevo acuerdo general multilateral (el previsto en la "Ronda de Doha"), ha llevado a que la institución misma perdiera mucho del prestigio que llegó a tener.

## Resolución de diferencias
El sistema de solución de diferencias de la OMC "es el resultado de la evolución de las normas, procedimientos y prácticas desarrollados a lo largo de casi medio siglo en el marco del GATT de 1947". En 1994, los miembros de la OMC acordaron el Entendimiento relativo a las normas y procedimientos por los que se rige la solución de diferencias (ESD) anexo al "Acta Final" firmada en Marrakech en 1994. La solución de diferencias es considerada por la OMC como el pilar central del sistema multilateral de comercio, y como una "contribución única a la estabilidad de la economía mundial". Los miembros de la OMC han acordado que, si consideran que otros miembros infringen las normas comerciales, recurrirán al sistema multilateral de solución de diferencias en lugar de actuar unilateralmente.
En el funcionamiento del proceso de solución de diferencias de la OMC intervienen grupos especiales específicos para cada caso designados por el Órgano de Solución de Diferencias (OSD).  El Órgano de Solución de Diferencias (OSD), el Órgano de Apelación, El director general y la Secretaría de la OMC, árbitros, y expertos asesores.
La prioridad es resolver las disputas, preferiblemente a través de una solución de mutuo acuerdo, y se ha previsto que el proceso se lleve a cabo de manera eficiente y oportuna, de modo que "Si se resuelve un caso, normalmente no debería tardar más de un año en pronunciarse un panel y no más de 16 meses si el caso es apelado.... Si el reclamante considera que el caso es urgente, su examen debería durar incluso menos tiempo. Las naciones miembros de la OMC están obligadas a aceptar el proceso como exclusivo y obligatorio.
Según un estudio de 2018 en el Journal of Politics, los Estados son menos propensos y más lentos a hacer cumplir las violaciones de la OMC cuando las violaciones afectan a los Estados de manera difusa. Esto se debe a que los Estados se enfrentan a problemas de acción colectiva a la hora de litigar: todos esperan que otros Estados asuman los costes de los litigios. Un estudio de 2016 publicado en International Studies Quarterly cuestiona que el sistema de solución de diferencias de la OMC conduzca a un mayor aumento del comercio.
Sin embargo, el sistema de solución de diferencias no puede utilizarse para resolver disputas comerciales derivadas de desacuerdos políticos. Cuando Catar solicitó la creación de un grupo especial de solución de diferencias en relación con las medidas impuestas por los EAU, otros países del CCG y EE. UU. se apresuraron a desestimar su petición por considerarla una cuestión política, afirmando que las cuestiones de seguridad nacional eran políticas y no apropiadas para el sistema de solución de diferencias de la OMC.

## Críticas

### Críticas al funcionamiento sistémico de la OMC
Algunos países han denunciado irregularidades en los procesos de negociación en el seno de la OMC, como mantener posiciones extremas hasta el último momento para conseguir acuerdos intermedios, negociar en pequeños grupos de países marginando a los países menos importantes («Sala Verde»), etc.
También ha sido criticado que ningún país en desarrollo tiene la capacidad de hacer frente unilateralmente a un bloqueo de las negociaciones.
Según el economista Ha-Joon Chang "aparentemente “democrática”, la OMC está en realidad dirigida por una oligarquía de países ricos. No sólo porque estos últimos disponen del poder implícito de tratar bien o de amenazar a los más débiles, algo corriente en una democracia compuesta por actores de diferente peso: el problema es que los miembros de la citada oligarquía no se preocupan siquiera de las apariencias, como se puede ver en las reuniones llamadas del “salón verde”, donde los representantes de los países en desarrollo no son siquiera invitados, y a las que se les prohíbe el acceso. Esto permite la adopción de prioridades políticas abiertamente favorables a las economías más poderosas".

### Falta de transparencia: la «Sala Verde»
Uno de los aspectos más criticados, en cuanto a la transparencia de la OMC, son las llamadas negociaciones de la «Sala Verde» (Green Room): un sistema de reuniones informales establecidas durante la Ronda de Uruguay, llamadas así por el color de la habitación donde se realizaban. En estas reuniones, un número reducido de países, con interés en el tema que va a ser negociado, se encuentran para llegar a un acuerdo que, más tarde, debe ser ratificado, por consenso, por todos los países miembros (entre los cuales hay muchos que no han sido invitados a las reuniones). Este mecanismo se repitió en Seattle, y fue uno de los motivos más importantes del fracaso de la conferencia, ya que los países africanos y otros de la periferia se plantaron ante esta situación y se negaron a ratificar la declaración final (en cuya negociación no habían participado, ya que habían sido marginados de las negociaciones de la «Sala Verde» durante toda la conferencia). Los procesos en la Green Room fueron objeto de críticas durante la década de los noventa, especialmente por parte de países en vías de desarrollo y ONG preocupadas por la falta de transparencia, por ser ambos excluidos de dichos procesos.
Ha habido distintas propuestas durante décadas para formalizar las negociaciones en la «Sala Verde» mediante la creación de un comité ejecutivo que administre la agenda de la OMC, con un núcleo permanente de miembros basado en criterios acordados; como por ejemplo, la proporción del comercio mundial manejado por cada país, junto a un grupo rotativo de países más pequeños. Hasta el momento no se ha conseguido progreso en esta dirección. Determinados autores consideran que el abuso de negociaciones en la «Sala Verde», por parte de los miembros de la OMC, es innecesario. En cualquier caso, y a pesar de que una mayor transparencia es sin duda necesaria y siempre aconsejable para la organización, otros autores consideran que un mecanismo similar a las negociaciones en la «Sala Verde» (dónde determinados miembros se reúnan para discutir sobre políticas comerciales que afecten única o principalmente a estos sin la participación de otros miembros) parece inevitable en una organización con un número tan elevado de miembros.
Otra crítica frecuente dirigida a la OMC es que no existe acceso libre a todos los datos generados por la OMC. Por ejemplo, no existe el acceso libre a la base de datos integrada de la OMC, que comprende los datos sobre los límites arancelarios a los que los miembros se han comprometido. A pesar de que los límites de los aranceles de aduana son el núcleo de la OMC, es muy complicado su análisis por parte de cualquier investigador externo puesto que requeriría el análisis de una cantidad extraordinaria de datos. Sin embargo, la Secretaría de la OMC organiza y recoge de manera más comprensible todos estos datos pero únicamente tienen acceso a ellos los gobiernos de los Estados miembros.

### La paradoja de las críticas a la OMC y la universalidad de la participación en ella
La OMC tiene 164 miembros y 20 solicitudes de adhesión en trámite a pesar de la especial complejidad del proceso de adhesión. Ante una solicitud de adhesión se crea un "Grupo de Trabajo" encargado de examinarla. Allí se analiza el régimen de comercio del país interesado y se negocian con él las condiciones particulares de su adhesión. Además, sigue un proceso de negociaciones bilaterales del país aspirante con cada uno de los miembros de la OMC que lo solicitan, y que le plantean sus propias exigencias. El resultado es que la adhesión queda condicionada a un consenso que satisfaga a todos los miembros ya integrantes de la Organización, y es habitual que los países se adhieran en condiciones más gravosas que las que se aplican a los demás. El "Protocolo de Adhesión de China", que estipula las obligaciones que asumió para adherirse a la OMC, es un documento de 112 páginas. Esto representa la enorme mayoría de los países del mundo, cualquiera que sea su situación económica, e incluye a la gran mayoría de los países más pobres (los "países menos adelantados").
Se plantea un contraste singular entre las críticas, muy agudas y muy generalizadas, de que la Organización es objeto y la virtual unanimidad en la participación en ella o el deseo de incorporarse.
Esto se debe a que, con independencia de la validez de esas objeciones al "sistema multilateral de comercio", el hecho de estar fuera provoca perjuicios mayores que sus desventajas. El país que no forme parte de la OMC no tiene en sus relaciones de comercio exterior ninguna otra defensa que las que le den los acuerdos que haya concertado. No goza, como cualquier miembro de la OMC, de la cláusula de la nación más favorecida, estipulada en el GATT.